# Goa Norte

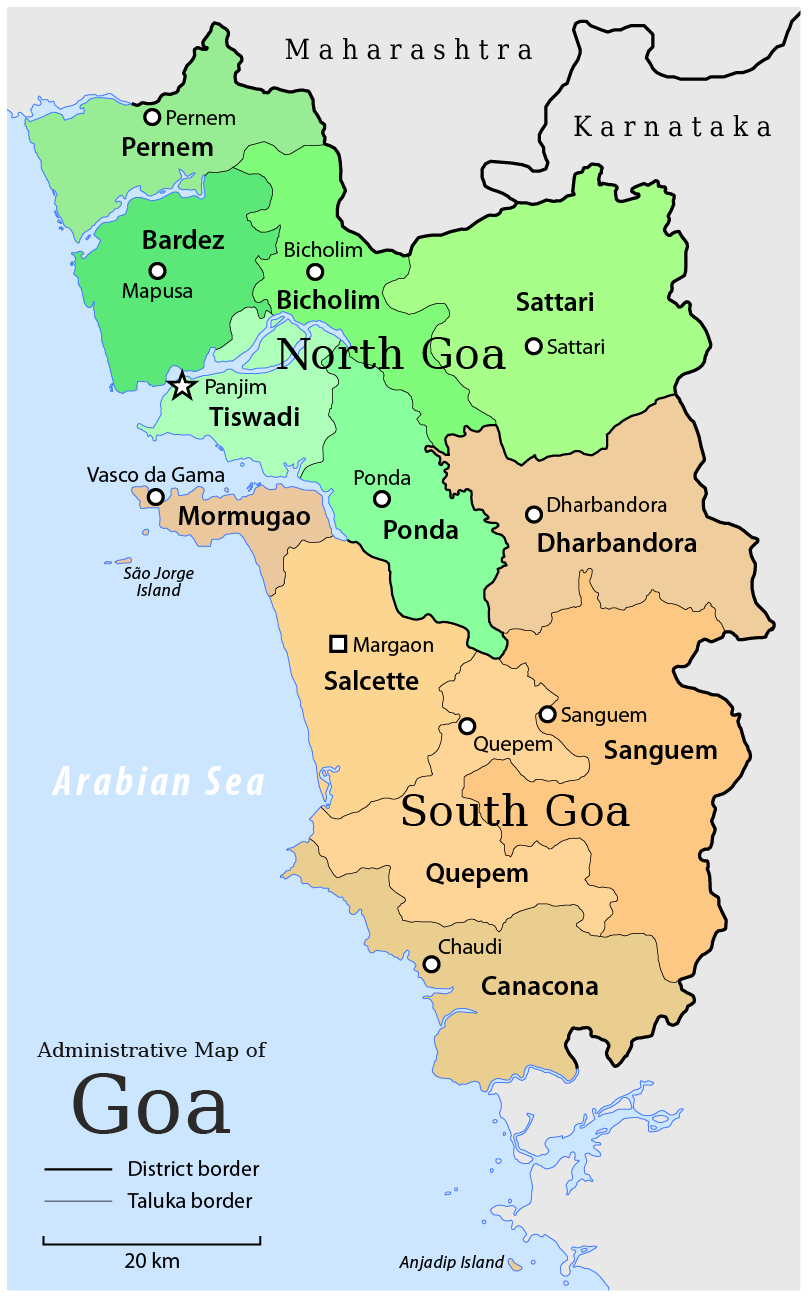
Goa Norte e Goa Sul

Goa Norte é um dos dois distritos de Goa. O distrito tem uma area de 1736 km², sendo limitado a norte e a leste, respetivamente, pelos distritos de Sindhudurg e Kolhapur, estado de Maharashtra, a sul pelo distrito de Goa Sul e a oeste pelo Oceano Índico.
A capital é a cidade de Pangim.
O distrito de Goa Norte está dividido nos concelhos ou talukas (ou tehsil) de:
- Bardez,
- Bicholim,
- Perném,
- Pondá
- Satari e
- Tiswadi.